# Eurotrance
Eurotrance ou Euro-trance é um subgênero musical que emergiu na Europa no final dos anos 90 como resultado da fusão entre a Música trance e o Eurodance. O gênero é conhecido por ter um ênfase muito melódica, introspectiva e alegre, com uma batida que varia entre 140 a 145 BPM, em um compasso 4/4, e de muitas vezes utilizar vocais femininos, embora vocais masculinos sejam bem comuns.
Essas características tornam o euro-trance menos complexo e sofisticado do que outros subgêneros do trance, pois o fato é acentuado por seu som comercial com um conteúdo lírico primitivo e renderizações de hinos clássicos do happy hardcore. E por essa razão, a maioria das composições de euro-trance resultam em melodias felizes. Os artistas representativos do gênero são: DJ Sammy, Alice DeeJay, Groove Coverage, Pulsedriver e Special D.